# De brittiska kungarnas historia
De brittiska kungarnas historia, är en handskrift av den brittiske prästen Geoffrey av Monmouth från åren före 1135.

## Historiskt värde
Verket innehåller legender om tidiga brittiska kungadömen och deras kungar och där trollkarlen Merlins profetior är en del. Geoffrey av Monmouth blandade brittisk historia med romantisk fiktion, men framställde sina berättelser som rena fakta. De blev enormt populära under medeltiden. De gav även upphov till de många riddarsagor om kung Artur som spreds över Europa under de följande århundradena och har bidragit till att Artur och Merlin betraktats som historiska gestalter. Det var först under renässansen man insåg att historierna var otillförlitliga som underlag för vetenskapliga studier, trots att ansedda historiska krönikörer som Beda och Gildas Badonicus aldrig nämner vare sig Merlin eller Artur. Författare och poeter som Chrétien de Troyes, Malory, Shakespeare och Tennyson har inspirerats av Geoffreys verk.

## Artursagan
Arturlegenden är en gammal sagoberättelse om den brittiske kung Artur, även Arus, och riddarna kring det runda bordet. Artur var huvudpersonen i den krets av hjältar som drog ut i världen för att kämpa för det goda och nedgöra det onda.
Berättelsen har keltiskt ursprung och förekommer hos den walesiske historieskildraren Nennius' Historia Brittonum från 800-talet, men har senare vidareutvecklats i norra Frankrike på 1100- och 1200-talen.